# Ray Williams
Thomas Ray Williams (Mount Vernon, Nueva York, 14 de octubre de 1954-Nueva York, Nueva York, 22 de marzo de 2013) fue un jugador de baloncesto estadounidense que jugó 10 temporadas en la NBA. Con 1,88 metros de altura, lo hacía en la posición de escolta. Era hermano del también exjugador profesional Gus Williams.

## Trayectoria deportiva

### Universidad
Tras dos años en el pequeño Community College de San Jacinto, jugó durante dos temporadas con los Golden Gophers de la Universidad de Minnesota, en las que promedió 18,9 puntos y 6,6 rebotes por partido. En 1976 fue incluido en el segundo mejor quinteto de la Big Ten Conference.

### Profesional
Fue elegido en la décima posición del Draft de la NBA de 1977 por New York Knicks, donde tras una primera temporada adaptándose al equipo, al año siguiente se convirtió en titular, promediando 17,3 puntos y 6,2 asistencias por partido, lo que le colocaría como séptimo mejor pasador de la liga. Pero su mejor temporada como profesional sería la siguiente, la 1979-80, en la que acabaría como segundo mejor anotador del equipo tras Bill Cartwright, consiguiendo 20,9 puntos por partido, a los que añadió 6,2 asistencias y 5,0 rebotes.
Tras dos temporadas más en el equipo, se convirtió en agente libre, fichando por New Jersey Nets, recibiendo los Knicks a Maurice Lucas como compensación. Allí jugó una buena temporada, en la que fue el máximo anotador de su equipo, con 20,4 puntos por partido, a los que añadió 6 asistencias, 4 rebotes y 2,4 robos de balón, colocándose entre los cinco mejores de la liga en esta categoría. Al año siguiente fue traspasado a Kansas City Kings a cambio de Phil Ford, donde jugaría una única temporada, en la que batiría su récord de asistencias, situándolo en 7,9 por encuentro, el séptimo mejor en este aspecto de toda la liga.
En la temporada 1983-84 fue nuevamente traspasado, en esta ocasión de vuelta a su primer equipo, los Knicks, a cambio de Billy Knight, pero tras acabar contrato se convirtió en agente libre, fichando por Boston Celtics, recibiendo los de Nueva York como compensación dos futuras segundas rondas del draft. No encontró hueco en un equipo plagadod e estrellas, con Dennis Johnson ocupando el puesto de base titular, y al año siguiente se marchó a Los Angeles Clippers, quienes sin embargo lo despidieron antes del comienzo de la temporada regular. En la temporada 1985-86 jugó en tres equipos diferentes, Atlanta Hawks, San Antonio Spurs y de nuevo en los Nets, equipo en el que se retiraría al año siguiente.

## Estadísticas de su carrera en la NBA

### Temporada regular
| Año     | Equipo      | PJ  | PT  | MPP  | %TC  | %3P  | %TL  | RPP | APP | ROB | TPP | PPP  |
| ------- | ----------- | --- | --- | ---- | ---- | ---- | ---- | --- | --- | --- | --- | ---- |
| 1977–78 | New York    | 81  | ... | 19.1 | .443 | ...  | .705 | 2.6 | 4.5 | 1.3 | 0.2 | 9.3  |
| 1978–79 | New York    | 81  | ... | 29.3 | .457 | ...  | .802 | 3.6 | 6.2 | 1.6 | 0.2 | 17.3 |
| 1979–80 | New York    | 82  | ... | 31.5 | .496 | .189 | .787 | 5.0 | 6.2 | 2.0 | 0.3 | 20.9 |
| 1980–81 | New York    | 79  | ... | 34.7 | .461 | .235 | .817 | 4.1 | 5.5 | 2.3 | 0.5 | 19.7 |
| 1981–82 | New Jersey  | 82  | 69  | 33.3 | .462 | .167 | .832 | 4.0 | 6.0 | 2.4 | 0.5 | 20.4 |
| 1982–83 | Kansas City | 72  | 68  | 30.1 | .392 | .203 | .769 | 4.5 | 7.9 | 1.7 | 0.4 | 15.4 |
| 1983–84 | New York    | 76  | 63  | 29.3 | .445 | .309 | .827 | 3.5 | 5.9 | 2.1 | 0.3 | 14.8 |
| 1984–85 | Boston      | 23  | 5   | 20.0 | .385 | .261 | .674 | 2.5 | 3.9 | 1.3 | 0.2 | 6.4  |
| 1985–86 | Atlanta     | 19  | 12  | 19.3 | .399 | .364 | .854 | 2.4 | 3.5 | 1.5 | 0.1 | 8.4  |
| 1985–86 | San Antonio | 23  | 9   | 17.3 | .382 | .333 | .969 | 1.6 | 4.8 | 1.2 | 0.1 | 7.1  |
| 1985–86 | New Jersey  | 5   | 0   | 12.6 | .313 | .000 | .857 | 0.8 | 1.8 | 1.0 | 0.0 | 6.4  |
| 1986–87 | New Jersey  | 32  | 14  | 25.0 | .452 | .250 | .817 | 2.3 | 5.8 | 1.2 | 0.3 | 9.9  |
| Total   | Total       | 655 | 240 | 28.2 | .451 | .237 | .802 | 3.6 | 5.8 | 1.8 | 0.3 | 15.5 |

### Playoffs
| Año   | Equipo     | PJ | PT  | MPP  | %TC  | %3P  | %TL  | RPP | APP | ROB | TPP | PPP  |
| ----- | ---------- | -- | --- | ---- | ---- | ---- | ---- | --- | --- | --- | --- | ---- |
| 1978  | New York   | 6  | ... | 23.3 | .526 | ...  | .885 | 2.5 | 5.2 | 1.0 | 0.0 | 17.5 |
| 1981  | New York   | 2  | ... | 42.0 | .439 | .333 | .545 | 4.0 | 4.5 | 2.0 | 0.0 | 21.5 |
| 1982  | New Jersey | 2  | ... | 38.5 | .298 | .400 | .800 | 6.0 | 7.0 | 2.0 | 0.0 | 17.0 |
| 1984  | New York   | 11 | ... | 28.2 | .354 | .167 | .744 | 3.5 | 8.0 | 1.5 | 0.1 | 11.2 |
| 1985  | Boston     | 19 | 0   | 14.6 | .405 | .133 | .960 | 1.9 | 3.2 | 0.6 | 0.1 | 6.3  |
| Total | Total      | 40 | ... | 22.2 | .403 | .200 | .811 | 2.8 | 5.1 | 1.1 | 0.1 | 10.6 |

## Retirada
Después de retirarse de la NBA, tuvo problemas para encontrar trabajo y se declaró en quiebra. Desde entonces fue crítico de la NBA por no asistir a sus exjugadores. Vivió en un camión en Pompano Beach (Florida), localidad donde mendigó, hizo pequeños trabajos y pesca para poder comer. Falleció el 22 de marzo del 2013 en la ciudad de Nueva York.